# R (HS2 Action Alliance Ltd) проти державного секретаря з питань транспорту
R (HS2 Action Alliance Ltd) проти державного секретаря з питань транспорту [2014] UKSC 3 — справа щодо конституційного права Сполученого Королівства, яка стосувалася конфлікту між національною правовою системою та правом Європейської Унії.

## Зміст
Альянс HS2 Action Alliance, Рада округу Бакінгемшир, Рада району Гіллінґдон Лондон і Heathrow Hub Ltd стверджували, що державний секретар мав провести стратегічну оцінку навколишнього середовища відповідно до Директиви 2001/42 перед урядовим наказовим документом «Наступні кроки» щодо HS2. Це запропонувало гібридну процедуру законопроєкту в парламенті про будівництво високошвидкісної залізниці 2 від Лондона до Бірмінгема (фаза 1), а потім до Манчестера, а також до Шеффілда та Лідса (фаза 2). Позивачі стверджували, що Директиву слід тлумачити відповідно до Конвенції про доступ до інформації, участь громадськості в процесі прийняття рішень і доступ до правосуддя з питань, що стосуються довкілля 1998 року (Орхуська конвенція 2001 року), стаття 7. Вони також стверджували, що гібридна процедура законопроєкту не відповідає  Директиві про оцінку впливу на довкілля 2011/92/ЄУ, тому що партія фальсифікувала голосування та обмежила можливість вивчити інформацію в парламенті. Вважалося, що це не пройшло тест на належну участь громадськості відповідно до статті 6(4) EIAD 2011.

## Рішення
Верховний суд постановив, що Сполучене Королівство має конституційні інструменти, які суди не тлумачать як скасовані без ретельного вивчення. Лорд Рід зауважив, що перевірка законодавчого процесу, яка вимагається директивою ЄУ, може означати порушення «давно встановлених конституційних принципів, які регулюють відносини між парламентом і судами» включаючи:
207. «... Велика хартія вольностей, петиція про права 1628 року, Білль про права та (в Шотландії) Закон про вимоги прав 1689 року, Акт про врегулювання 1701 року та Акт про унію 1707 року, Закон про Європейські Спільноти 1972 року, Закон про права людини 1998 року та Закон про конституційну реформу 2005 року...»
Заперечення щодо недостатнього судового контролю також не можуть бути вирішені шляхом застосування принципу верховенства права Європейської Унії, переданого Судом Європейського Союзу, оскільки верховенство права Європейської Унії залежить від Акту про Європейські Спільноти 1972 року. Те, що суперечність між конституційними принципами ЄУ і Сполученого Королівства вирішується судами відповідно до конституційного права Сполученого Королівства, зробило позицію законодавства ЄУ у Великобританії визначальною не лише через Акт про Європейські Спільноти 1972 року, а й через низку інших конституційних інструментів, які визнавали фундаментальні принципи, «скасування яких парламент, ухвалюючи Закон про Європейські Спільноти 1972 року, не розглядав і не санкціонував». Це обмежувало застосовність правових інструментів ЄУ у Сполученому Королівстві та стирало різницю між «конституційним» і «звичайним» законодавством, оскільки право ЄУ має верховенство лише «якщо не відступає від інших основних законів». У рішенні також критикувалося попереднє прецедентне право Європейського Суду Справедливости щодо Директиви про СЕО та Директиви про ОВНС, де суд тлумачив значення певних статей поза межами того, що приписав Європейський парламент. У рішенні зазначено:
171. «Якщо законодавча влада погодила чітко сформульований захід, що відображає вибір і компроміси законодавців для досягнення згоди, суди не мають права переписувати законодавство, розширювати чи «покращувати» його в тих аспектах, які законодавець явно не мав на меті».